# Royaume gréco-bactrien
Sauf précision contraire, les dates de cet article sont sous-entendues « avant l'ère commune » (AEC), c'est-à-dire « avant Jésus-Christ ».
246 av. J.-C. – IIe siècle av. J.-C.
Entités précédentes :
- Royaume séleucide

Entités suivantes :
- Royaumes indo-grecs

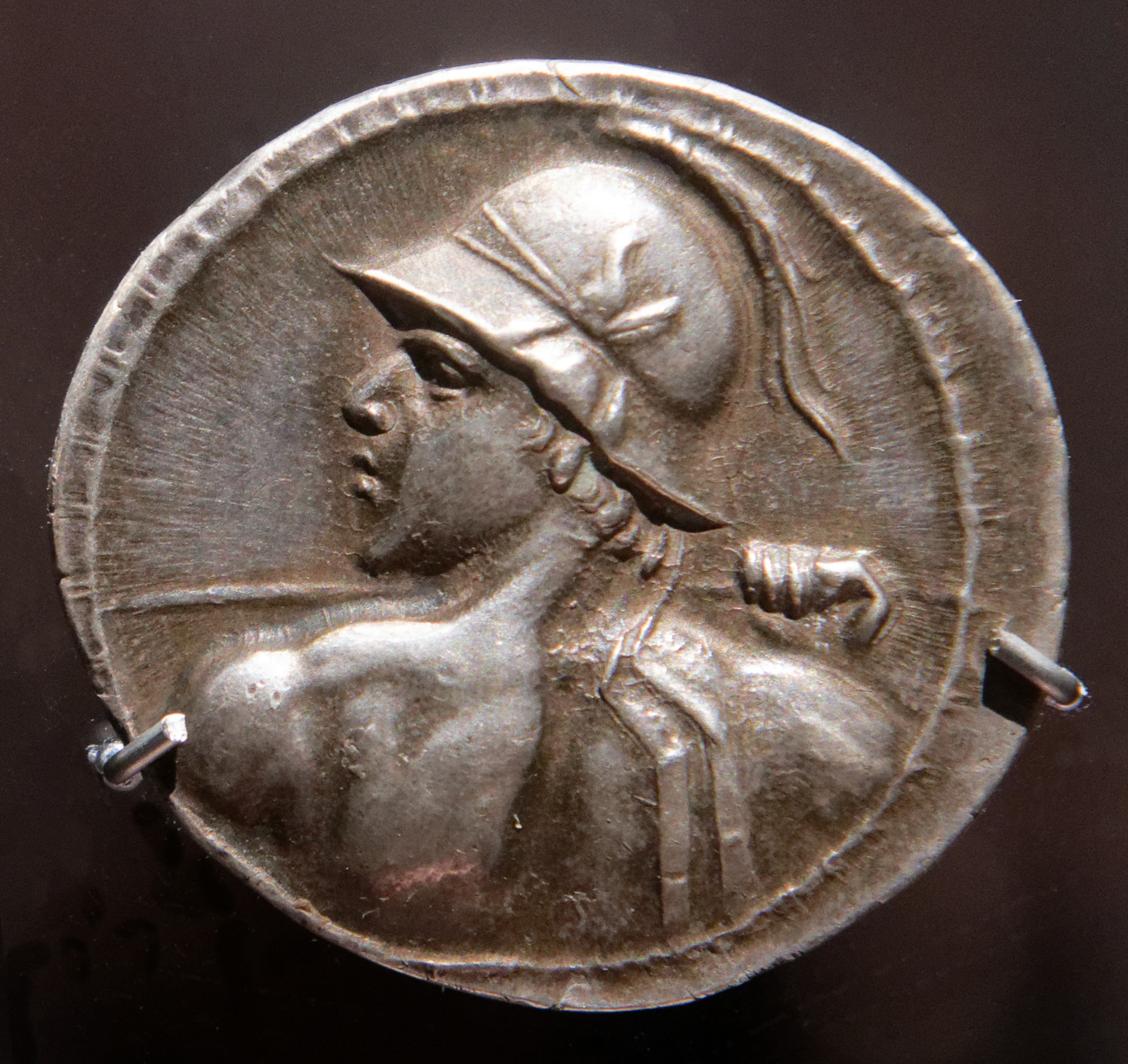
Tétradrachme d'Eucratide Ier (v. 170-145 av. J.-C.), buste héroïque à gauche, vu de dos, portant un diadème et un casque décoré d'une corne et d'une oreille de taureau, portant une lance. Rive du réservoir de Nourek, Tadjikistan. Musée national des antiquités du Tadjikistan.

Les royaumes gréco-bactriens sont un ensemble d'États hellénistiques fondés par des souverains grecs implantés en Asie centrale, centrés sur la Bactriane et la Sogdiane. Ils se sont épanouis à partir du milieu du IIIe siècle av. J.-C. dans le milieu des colons grecs installés dans ces régions depuis la conquête d'Alexandre le Grand, lorsque le satrape de Bactriane Diodote Ier proclame son indépendance vis-à-vis des Séleucides. À leur apogée, vers 180 av. J.-C., les souverains gréco-bactriens dominent également la Tapurie, la Tranxiane, le Ferghana et l'Arachosie. À la suite des premières conquêtes de Démétrios Ier, les Grecs de Bactriane s'implantent au sud de l'Hindou Kouch, en Kapisène (région de Begrâm) et dans le Pendjab oriental, où sont fondés des royaumes indo-grecs. La domination de la Bactriane par les Grecs cesse dans le dernier tiers du IIe siècle av. J.-C., victime des invasions de plusieurs peuples nomades, dont les Parthes et les Yuezhi. Des royaumes indo-grecs subsistent jusqu'aux débuts de notre ère.
La période gréco-bactrienne est une étape importante de l'histoire culturelle de l'Asie centrale. L'arrivée de nombreux colons grecs, les fondations de nouvelles villes et la mise en valeur de territoires agricoles initient une phase de prospérité. Les cités grecques de la région sont des foyers culturels importants, dans lesquels se mêlent les traditions locales et les apports grecs, aussi bien dans l'art et l'architecture que la religion. L'originalité culturelle de cette période est révélée en particulier grâce aux fouilles du site urbain d'Aï Khanoum (en Afghanistan actuel) qui reste une des principales sources de connaissances sur le royaume gréco-bactrien. L'influence culturelle grecque a eu un impact important dans ces régions, en particulier dans son art et son architecture, visible dans l'art gréco-bouddhique qui est florissant à l'époque de l'Empire kouchan lequel domine les anciens territoires grecs d'Asie centrale et d'Inde.

## Sources
L'histoire des royaumes gréco-bactriens est essentiellement connue par l'analyse numismatique, utilisée depuis plus d'un siècle et demi avec des résultats remarquables mais aussi des erreurs qui ont été parfois longues à faire admettre par la communauté des chercheurs[réf. nécessaire].
Par ailleurs, la confusion de rois homonymes a souvent entraîné des aberrations chronologiques. On doit une compréhension plus large aux données archéologiques de fouilles, dont les plus riches en résultats historiques sont celles d'Aï Khanoum effectuées sous la direction de Paul Bernard. Ces fouilles ont également abouti à la découverte de nombreuses inscriptions (épigraphie).
On dispose aussi de quelques sources gréco-romaines (Justin, Strabon), de sources chinoises pour la période finale (Sima Qian) et de rares sources indiennes.
Des parchemins retrouvés dans des grottes de l'Hindou Kouch datant du règne d'Antimaque Ier ont permis de compléter la chronologie de la période en fournissant des indications sur les systèmes de datation utilisés.
Beaucoup de dates sont approximatives et la critique scientifique doit éliminer des parentés royales, des batailles et des invasions supposées[réf. nécessaire].

## Histoire du royaume

### Aperçu historique

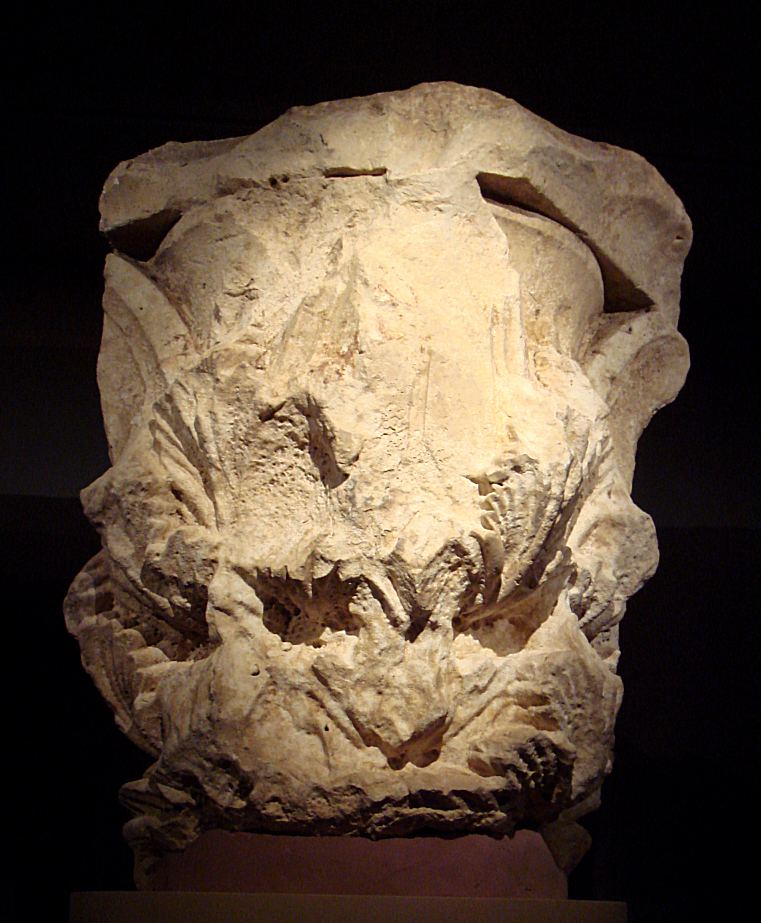
Restes d'un chapiteau corinthien, découvert à Balkh.

Peu documentée par les sources écrites antiques, la période grecque de la Bactriane n'est connue que dans ses généralités. Beaucoup d'incertitudes pèsent sur les dates des règnes et la succession des souverains, que l'analyse des émissions monétaires ne permettent que rarement de lever, même si de grandes avancées ont pu être effectuées. Il apparaît en tout cas que les colons grecs établis dans cette région à la suite des conquêtes d'Alexandre le Grand ont pu mettre en place des entités politiques devenues rapidement autonomes, capables de tenir en échec le puissant empire séleucide puis de s'étendre en direction du nord-ouest du sous-continent indien. Après un siècle et demi de prospérité, ce royaume s'effondre sous la pression conjuguée des Parthes puis de groupes nomades venus du nord, dont les Yuezhi.

### Établissement des Grecs en Asie centrale
La Bactriane passe sous domination grecque quand les troupes d'Alexandre le Grand investissent la région en 330-329 pour mater la révolte des satrapes achéménides des provinces d'Asie centrale (Bessos et Spitaménès). Celle-ci est difficilement réduite après deux années de luttes. C'est de cette période que datent les premières fondations de cités grecques dans la région. Après la mort d'Alexandre, les mercenaires grecs installés dans les satrapies d'Asie centrale se révoltent afin d'obtenir l'autorisation de rentrer dans leurs pays d'origine. Les événements des années suivantes sont mal connus, mais il apparaît que les gouverneurs grecs de la région sont suffisamment puissants pour peser dans les luttes entre les Diadoques et obtenir une certaine autonomie, comme l'atteste le fait qu'ils émettent leurs propres monnaies. Les satrapies centre-asiatiques échoient finalement à Séleucos Ier, qui confirme son assise lors d'une campagne en 307. Mais son emprise sur la région est rapidement mise en péril : d'abord par l'empire indien des Maurya, dont le souverain Chandragupta lui enlève les provinces les plus orientales en 305, puis par des peuples nomades apparentés aux Scythes qui dévastent les provinces situées au nord de la Bactriane dans les années 290-280. Le fils de Séleucos, Antiochos Ier, s'établit à Bactres pour rétablir la situation, avant d'accéder au trône en 281.

### Premiers rois grecs de Bactriane

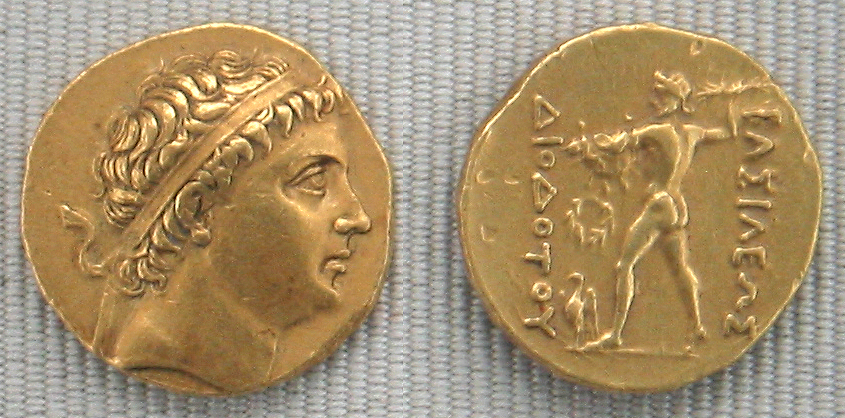
Pièce d'or de Diodote (circa 245 BC). Legende en Grec ΒΑΣΙΛΕΩΣ ΔΙΟΔΟΤΟΥ – "(du) Roi Diodote".

Les satrapes de l'est de l'Empire séleucide, isolés des régions où se déroulent les principaux conflits entre puissance hellénistiques et probablement de plus en plus négligés par les rois séleucides, s'agitent : Andragoras en Parthie (ou Parthiène) et Diodote en Bactriane s'octroient une autonomie de plus en plus grande afin d'affronter au mieux les invasions des nomades scythes. La sécession d'Andragoras est de courte durée : il ne tarde pas à être vaincu et tué par Arsace Ier (v. 239-238), chef de la tribu des Parni, qui s'établit dans l'ancienne satrapie de Parthie et en prend le nom : c'est la naissance de l'Empire parthe. Le processus d'indépendance de la Bactriane, sous Diodote, est graduel et prend plusieurs années. Il se proclame sans doute roi au moment l'avènement de Séleucos II en 246 en profitant des troubles qui secouent le pouvoir séleucide. En effet vers 245 av. J.-C., la troisième guerre de Syrie tourne au désastre pour les Séleucides : les armées de Ptolémée III s'avancent jusqu'au Tigre, et Séleucos II doit également faire face à la sécession de son frère Antiochos Hiérax en Anatolie. Cette proclamation consacre la réussite de l'implantation grecque dans la région, où les descendants des premiers colons décident de prendre leur destinée en main devant la perte d'intérêt de leur région pour les souverains séleucides davantage tournés vers les conflits occidentaux à cette époque,.
Le règne de Diodote est mal connu, mais semble voir une expansion territoriale : il domine l'Arie, la Margiane, peut-être la Sogdiane. Son fils Diodote II monte sur le trône vers 235. Il est allié aux Parthes contre Séleucos II qui a lancé une campagne pour reprendre les régions orientales perdues. Les armées séleucides rebroussent chemin, mais l'alliance avec les Parthes semble avoir coûté cher à Diodote, car c'est le prétexte invoqué lorsqu'il est renversé vers 225 par Euthydème (v. 225-190). 
Ce dernier doit faire face en 208 à Antiochos III qui entreprend une Anabase dans les satrapies orientales. Celui-ci vient d'affronter les Parthes et de conclure la paix avec eux. Après avoir défait les Gréco-Bactriens sur le fleuve Arios en Arie, Antiochos assiège Euthydème dans Bactres pendant trois années, mais il ne parvient pas à prendre la ville. Il finit par reconnaître l'indépendance du royaume et donne une de ses filles en mariage au fils d'Euthydème, Démétrios,. Les Séleucides ne reviendront plus en Asie centrale.
La Sogdiane, ou du moins sa partie nord (au-delà des « Portes de Fer » au nord de Samarcande), qu'Alexandre le Grand a conquis au prix de deux campagnes meurtrières, échappe dans ces années-là à la domination grecque. La route de l'or de l'Altaï est ainsi coupée et cela explique sans doute pourquoi Euthydème doit interrompre l'émission de monnaies d'or. Démétrios (v. 190-180) a eu plus de succès au sud, puisqu'il apparaît qu'il a fait passer la province d'Arachosie sous son contrôle, et probablement aussi la Drangiane, puis qu'il a lancé ses troupes en direction de l'Indus, où ses successeurs poursuivent ses conquêtes.

### Expansion vers l'Indus et fractionnement
L'histoire du royaume gréco-bactrien à proprement parler devient dès lors difficilement dissociable de celle des territoires indiens envahis, qui prennent dès lors une place prépondérante dans les affaires des rois grecs orientaux. Si les étapes de l'expansion grecque au sud de l'Hindou Kouch et dans la vallée de l'Indus restent mal connues, il est évident que cette région représente un objectif majeur. Démétrios est crédité par Strabon de nombreuses conquêtes en Inde, profitant de la division politique du sous-continent depuis la chute de l'empire Maurya. La numismatique indique qu'il domine les Paropamisades et l'Arachosie.
Ces succès militaires sont contrebalancés par le fractionnement politique de la région. Le successeur de Démétrios Ier, Euthydème II, règne au moins sur la partie orientale de la Bactriane, mais après lui personnages en lutte pour le pouvoir apparaissent dans les sources numismatiques. Il faut manifestement envisager la division politique de la Bactriane et des territoires indiens conquis entre plusieurs concurrents, qui fondent les royaumes indo-grecs, notamment Antimaque Ier qui règne à l'ouest, Pantaléon qui règne en Inde du nord-ouest où lui succède Agathocle. Ces deux derniers étendent la domination grecque dans la vallée de l'Indus, prennent le Pendjab dans les années 180-170, et d'autres rois leur succèdent. Le plus important est Ménandre Ier (v. 165-135), qui réalise d'importantes conquêtes et mène des expéditions dans la vallée du Gange,. 
Les quelques informations laissées par les sources écrites antiques (surtout Justin) mettent en avant la figure d'Eucratide Ier (v. 170-145 av. J.-C.), dernier grand souverain gréco-bactrien. Ce général brillant a renversé Démétrios II, avant de se lancer dans d'ambitieuses campagnes militaires visant à constituer un empire grec en Orient. Il tente de rétablir la domination grecque sur la Sogdiane, mène des campagnes vers l'Inde où il se heurte au roi indo-grec Ménandre Ier auquel il enlève de grands territoires, ainsi qu'à l'ouest où il affronte le roi parthe Mithridate Ier, avec cette fois une issue défavorable pour lui puisqu'il lui cède des territoires. Il est assassiné par un de ses fils qu'il a associé au pouvoir,.

### Fin de la Bactriane grecque
Après les règnes d'Eucratide et de Ménandre, les sources textuelles grecques ne parlent plus des rois gréco-bactriens et indo-grecs, et seule la numismatique donne leur nom : Hélioclès, Eucratide II, Platon. La domination grecque sur la Bactriane s'achève au plus tard en 130 av. J.-C./129. Le déroulement des événements n'est pas connu, mais il faut envisager une succession de pertes territoriales entreprises par des peuples nomades venus des steppes d'Asie centrale qui s'installent en Sogdiane puis en Bactriane même, comme les Sakas et les Yuezhi des textes chinois (ces derniers comprenant manifestement parmi eux les ancêtres des Kouchans). Aï Khanoum est détruite à cette période.
Lorsque l'ambassadeur chinois Zhang Qian se rend en Bactriane (appelée Daxia par les Chinois) vers 129-128, il décrit un pays fragmenté politiquement, où il n'y a plus de trace de domination grecque. Celle-ci résiste en revanche dans les régions situées au sud de l'Hindou Kouch et dans la haute vallée de l'Indus, où des monarques grecs se maintiennent jusqu'aux débuts de notre ère,.

## À travers la numismatique

### Sources numismatiques
Le détail du siècle d'histoire du royaume gréco-bactrien est impossible à dessiner en l'absence de sources littéraires permettant de l'analyser dans sa continuité. L'analyse des émissions monétaires peut néanmoins compléter les sources littéraires antiques pour permettre d'émettre des propositions et ainsi d'éclairer les règnes des souverains gréco-bactriens.
L'analyse la plus récente et la plus extensive sur le sujet, menée par François Widemann, insiste sur l'histoire économique et les crises induites par la pénurie de métaux précieux. L'auteur utilise, en particulier, l'ouvrage d'Osmund Bopearachchi, Monnaies gréco-bactriennes et indo-grecques (catalogue raisonné, 1991) mais en modifiant de nombreux points de chronologie. On doit éliminer de la reconstitution historique qui accompagne ce catalogue pratiquement toute celle de l'histoire du Ier siècle, fondée sur l'hypothèse non vérifiée d'une invasion Yuezhi vers 70 av. J.-C. Cette hypothèse qui n'est basée sur aucune donnée textuelle ou archéologique mène à considérer toutes les monnaies indo-grecques émises durant le siècle qui suit, à part celles du Pendjab oriental, comme des émissions non officielles, ce qui ne résiste pas à une étude numismatique sérieuse et aux données de la littérature chinoise.

### Maison de Diodote
Territoires de Bactriane, Kapisène, Sogdiane, Ferghana

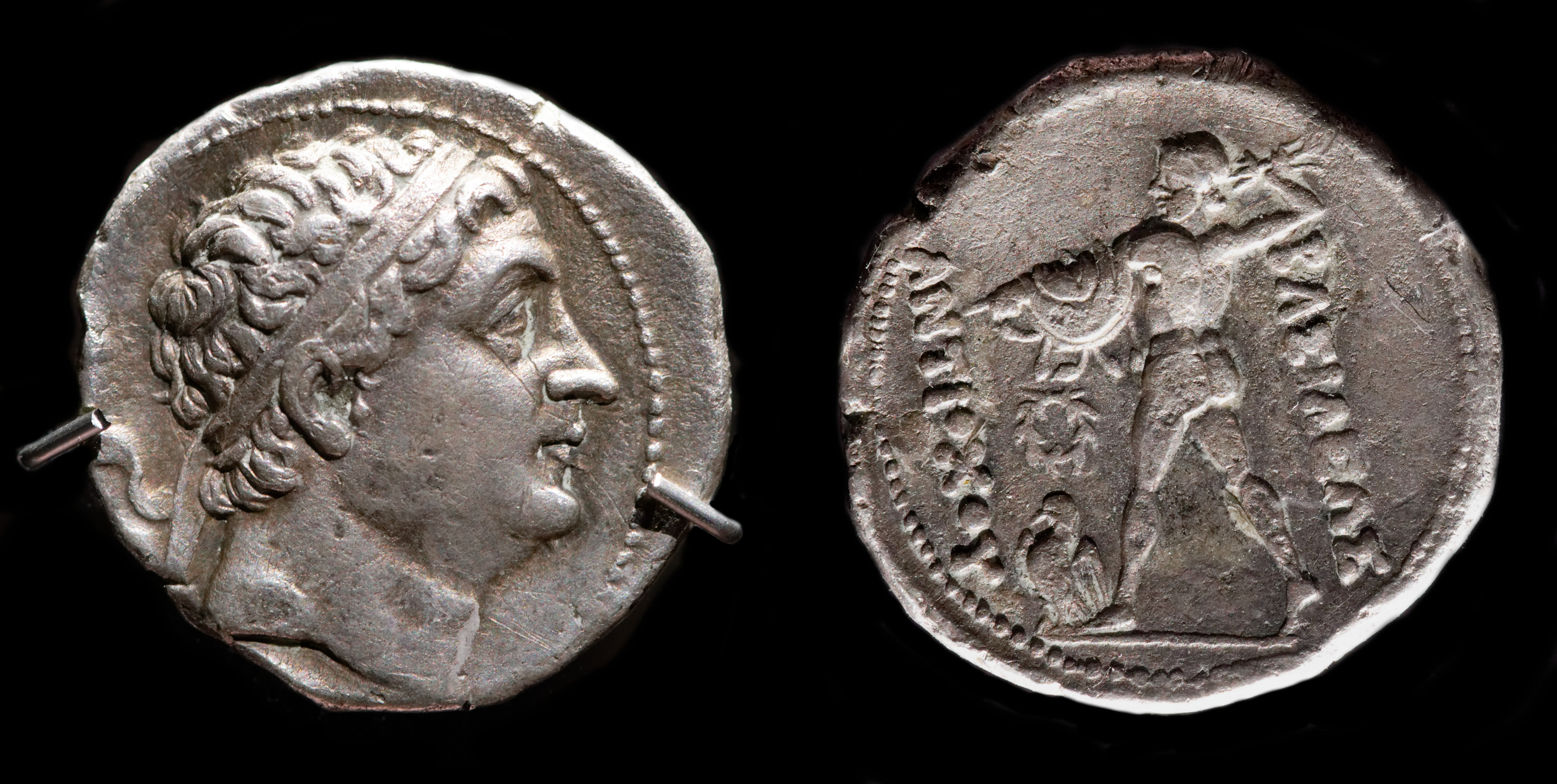
Tetradrachme de Diodote Ier, 250–240 BC au nom de ΒΑΣΙΛΕΩΣ ΑΝΤΙΟΧΟΥ ('Roi Antiochus'). Shahr-i-Nau, District d'Hisor, Tajikistan. Musée National des Antiquités du Tajikistan.

- Diodote Ier Théos (v. 250 à v. 238 av. J.-C.) : la sécession de Diodote est progressive, comme le montre la variation du monnayage de l'atelier de Bactres. Diodote commence par faire changer la divinité représentée au revers : Zeus lançant la foudre à gauche au lieu d'Apollon, dieu protecteur de la dynastie séleucide, la légende restant inchangée au nom d'Antiochos II. Dans un second temps, le portrait au droit est celui de Diodote au lieu de celui d'Antiochos, mais la légende reste au nom d'Antiochos. Seulement dans un troisième temps, la légende est au nom du roi Diodote[19]. La Bactriane a été auparavant sauvée d'une invasion nomade très destructrice par l'intervention de Séleucos Ier. Une sécession implique de devoir assumer sa propre défense et Diodote semble avoir introduit très prudemment cette situation, en fait rendue inévitable par l'affaiblissement des Séleucides et la sécession d'Andragoras en Parthie. Cette évolution commence en 250 av. J.-C.[20] et se termine avant 246 à avènement de Séleucos II dont le nom n'apparaît pas dans les légendes.
- Diodote II Soter : fils du précédent, il est associé au trône en 240, puis seul roi de 238 à 236. Diodote II aide les Parthes à battre Séleucos II en 237[21]. Peu après Diodote II est renversé par Euthydème. Il est possible qu'un sentiment de solidarité panhellénique ait fait rejeter l'alliance avec les Parthes, mais ceci n'est pas documenté.

### Maison d'Euthydème

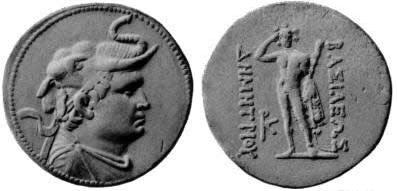
Tétradrachme d'argent à l'effigie de Démétrios Ier. Il porte une tête d'éléphant, symbole de ses conquêtes en Inde.

Territoires de Bactriane, Kapisène, Sogdiane, Ferghana
- Euthydème Ier Théos (v. 236/220 à v. 200/190 av. J.-C.) : il renverse Diodote II et massacre toute sa famille, comme il s'en vante plus tard[23]. Durant son Anabase, Antiochos III entreprend la reconquête des satrapies orientales. Après avoir défait les Parthes, il attaque la Bactriane et assiège sa capitale Bactres pendant deux ans de 208 à 206. La Sogdiane en profite pour prendre son indépendance[24]. La perte de la Sogdiane coupe pour les Gréco-Bactriens la route de l'or de l'Altaï. Par la suite, Euthydème et ses successeurs cessent l'émission de monnaie d'or, trahissant l'origine de l'or utilisé pour les monnaies dans le royaume. Antiochos III finit par accepter de reconnaître Euthydème comme roi et donne une de ses filles en mariage au fils d'Euthydème, Démétrios.

Territoires de Bactriane, Kapisène, Paropamisades, Arachosie, Drangiane, Patalène, royaumes de Saraostos et Sigerdis
- Démétrios Ier Anikétos (v. 200 à v. 194) : fils d'Euthydème Ier, il est associé au trône par son père après 206. Il réalise des conquêtes en Inde durant cette période, avant son avènement comme roi unique[25]. Les immenses territoires conquis font de lui le héros de la Bactriane, probablement divinisé. Mais le pillage intensif d'Antiochos III dans les pays qu'il a traversés n'a pas laissé à Démétrios de quoi s'enrichir. L'émission de nombreux tétradrachmes fourrés montre qu'il a même rencontré de sérieuses difficultés financières et monétaires. Les frais occasionnés par ses conquêtes ont encore approfondi la crise monétaire initiée par la sécession de la Sogdiane. Ses successeurs (Euthydème II, Pantaléon et Agathocle) ne peuvent proposer des monnaies d'argent fourré dans les villes commerçantes du Gandhara et du Pendjab récemment conquises, dont Taxila est la plus importante ; ils utilisent leur monnaie locale en argent (monnaies poinçonnées ou lingots poinçonnés).

Territoires de Bactriane, Kapisène, Paropamisades, Arachosie, Drangiane, Patalène, Saraostos, Sigerdis, Gandhara, Pendjab
- Euthydème II (v. 194 à v. 192 av. J.-C.) : jeune fils de Démétrios Ier, il règne sous la tutelle de Pantaléon. La pénurie de métaux précieux mène à frapper des monnaies en cupro-nickel, un alliage de cuivre et de nickel connu à Taxila pour la fabrication d'objets de luxe mais jamais encore des monnaies. Cette technologie ne sera développée en Europe qu'au XVIIIe siècle, mais elle semble déjà connue des Chinois à cette époque. Ces monnaies ne portant qu'une légende grecque, on peut donc supposer qu'elles servent surtout à payer les soldats ou les fonctionnaires grecs. Les émissions de monnaies de cupro-nickel se poursuivent sous ses deux successeurs.

### Maison de Pantaléon

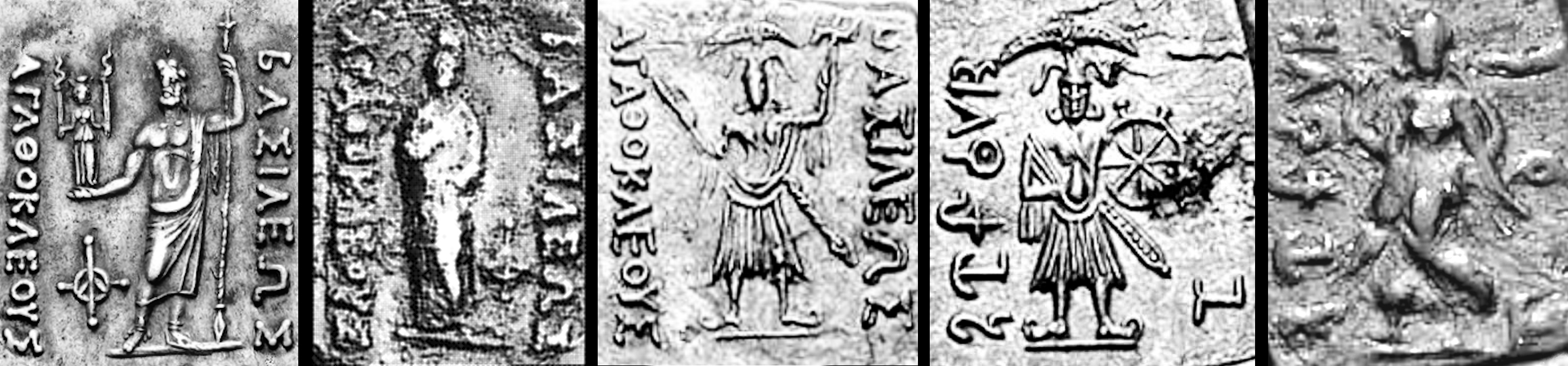
Ensemble des divinités, grecques et indiennes, apparaissant sur le monnayage d'Agathoclès (190-180 av. J.-C.):
1. Zeus debout tenant la déesse Hecate et s'appuyant sur une lance.
2. Divinité portant un long manteau (himation) et coiffée d'un volume sur la tête, bras en partie repliés, et contrapposto.
3. Le dieu hindou Balarâma-Samkarshana avec ses attributs.
4. Le dieu hindou Vasudeva-Krishna avec ses attributs.
5. La déesse indienne Lakshmi, tenant un lotus dans la main droite.

- Pantaléon (v. 190 à 180) : peut-être frère et co-roi de Démétrios Ier, il règne sur l'Arachosie et le Gandhara. Il est l'un des premiers rois gréco-bactriens à battre monnaie en pièces indiennes, ce qui donne à penser qu'il cherche le soutien de la population indigène. Certaines de ses pièces (ainsi que celles d'Agathocle Ier et Euthydème II) sont faites en cupronickel. Taxila se trouvant à la limite de l'utilisation des deux écritures, kharosthi au nord-ouest et brahmi au sud-est, Pantaléon émet les premières monnaies de bronze bilingues grec-brahmi avec la représentation d'une divinité indienne et la panthère de Dionysos. Il est certain que les Gréco-Bactriens ont conquis le Pendjab au moins jusqu'à Taxila. On ne peut affirmer que cette conquête a été l'œuvre de Démétrios Ier à la fin de son règne ou celle de Pantaléon.
- Agathocle (v. 191 à 186) : son fils ou frère de Pantaléon, il fait face à une pénurie croissante d'argent et impose un cours forcé de monnaies de cupro-nickel, à la place des oboles d'argent, qui circulent essentiellement en Bactriane où cet alliage est alors inconnu. Il cherche à promouvoir l'hindouisme comme religion officielle comme le montrent ses monnaies d'argent bilingues représentant des dieux indiens sur les deux faces (Trésor 1 d'Aï Khanoum). Pour faire face au mécontentement des Gréco-Macédoniens de Bactriane, il émet des monnaies commémoratives de ses prédécesseurs sur le trône de Bactriane depuis Alexandre le Grand jusqu'à Pantaléon, se présentant comme leur fidèle continuateur. Des indices concordants de troubles[30] ainsi que les changements radicaux de politique de ses successeurs, laissent penser qu'Agathocle a été renversé en 186 par un soulèvement en Bactriane conduit par Antimaque Ier. Celui-ci reconquiert au cours d'une campagne en Inde les villes fidèles à Agathocle et leur impose un lourd tribut en argent. Les monnaies commémoratives d'Agathocle constituent une documentation unique sur les épiclèses données aux différents rois gréco-bactriens. Dans le cas de rois associés, l'épiclèse Théos est exclusivement l'attribut du roi principal gouvernant la Bactriane proprement dite et résidant à Bactres. Le roi associé de rang inférieur est le plus souvent Sôter (« Sauveur » ou porte un autre titre. Alors qu'il s'agit de titres de glorification personnels chez les Séleucides, les Gréco-Bactriens en ont fait des grades dans une hiérarchie de rois associés portant tous le titre de basileus, qu'il fallait donc distinguer autrement[31].

### Maisons d'Antimaque et d'Apollodote

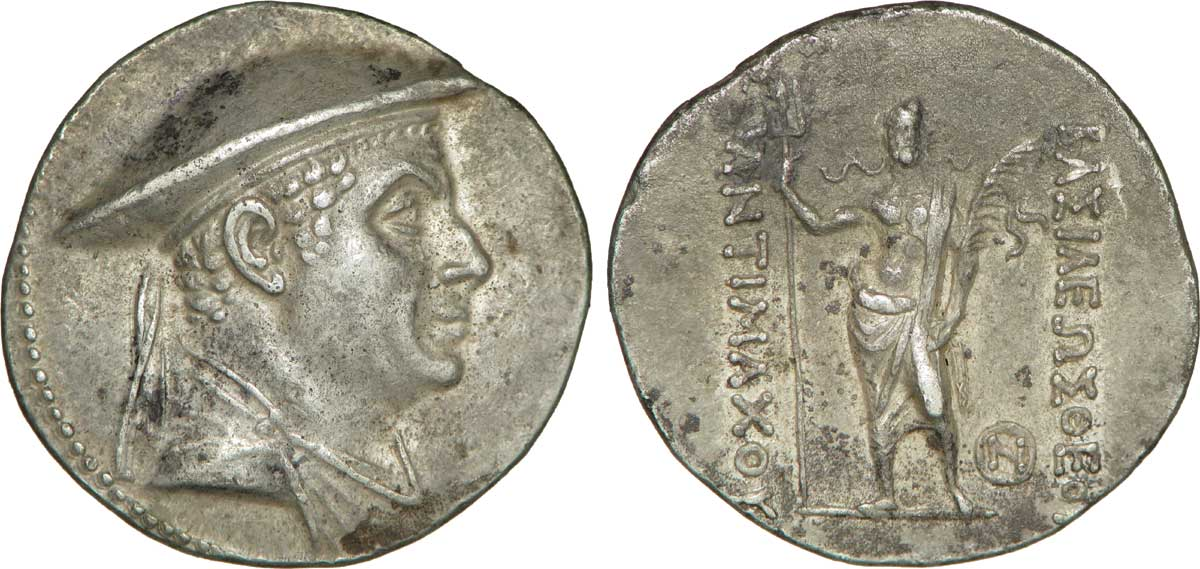
Tétradrachme du royaume de Bactriane à l'effigie d'Antimaque Ier Théos, vers 174-165 av. J.-C. Description avers : Buste diadémé et drapé d'Antimaque à droite, coiffé de la kausia. Description revers : Poséidon debout de face, à demi-nu, le manteau (himation) sur l'épaule, tenant un trident de la main droite et une palme de la main gauche.

- Antimaque Ier Théos (186/185 à v. 173 av. J.-C.) : il règne sur la Bactriane associé à ses deux fils Eumène et Antimaque II (parchemin d'Asangorna)[32]. Antimaque coopte Apollodote Ier pour gouverner les territoires indiens. Ni l'un, ni l'autre ne semble avoir de liens familiaux avec les Euthydémides. En revanche, Ménandre, très probablement fils d'Apollodote[33], a épousé Agathocléia qui, d'après son nom, pourrait avoir été une fille d'Agathocle. L'avènement d'Antimaque marque le début d'une ère utilisée longtemps après sa mort, justifiée par la refondation politique, religieuse et économique du royaume gréco-bactrien opérées par Antimaque et son successeur[34].
- Apollodote IerSôter (186/185 à v. 175) abolit la monnaie de cupro-nickel. Il fonde la « drachme » d'argent indo-grecque de 2,45 g (contre 4,20 g pour la drachme attique de Bactriane). Le change entre les deux systèmes monétaires, qui coexistent désormais dans le royaume gréco-bactrien, est le suivant : un tétradrachme attique de Bactriane pèse exactement comme sept drachmes indo-grecques. La monnaie émise par Apollodote est d'un poids précis, et faite d'argent pur (au sens antique) alors que les monnaies poinçonnées sont très irrégulières en poids comme en aloi d'argent. Elle est émise en abondance grâce aux énormes tributs prélevés à la fin de la guerre civile contre Agathocle. Cette monnaie de qualité remplace les monnaies locales, sans que l'on sache si leur production a été interdite ou si elles ont disparu dans la concurrence avec la monnaie royale de meilleure qualité. Des États voisins adoptent ce système et frappent des monnaies de types voisins. Sur ces monnaies, les représentations religieuses indiennes sont bannies. S'il y a des représentations religieuses, elles sont toujours grecques et cela durera environ deux siècles jusqu'à la fin du monnayage indo-grec. Sur le plan territorial, il semble que les conquêtes soient complètement arrêtées. Cette politique pacifique et une abondante circulation monétaire sont des signes d'une prospérité économique rétablie.
- Antimaque II Nicéphore (v. 175 à v. 165) : fils d'Antimaque, il est d'abord associé à Démétrios II puis il succède à Apollodote vers 175 pour le gouvernement des territoires indiens puis il se rallie à Eucratide. Il n'existe pas de monnayage gréco-bactrien connu à son nom, en revanche son monnayage de drachmes indiennes bilingues est très abondant.
- Démétrios II (v. 175 à v. 170) : il succède à Antimaque Ier en Bactriane vers 175 et règne un temps avec Antimaque II qui contrôle les territoires indiens. Mécontent de cette dyarchie, il entreprend la conquête des territoires indiens avant d'être vaincu par Eucratide[35]. Il a émis des monnayages exclusivement en argent qui portent l'effigie d'Athéna.

### Maison d’Eucratide
Territoires de Bactriane, Sogdiane, Paropamisades, Arachosie, Gandhara, Pendjab
- Eucratide Ier Mégas (v. 171 à 145/139 av. J.-C.) : il évince Antimaque Ier et conquiert la Sogdiane. Il entre en conflit contre Démétrios II qui est vaincu vers 165. Il célèbre sa victoire par l'émission de médaillons d'or de vingt statères (169,2 g), les plus grandes monnaies d'or de l'Antiquité. Il envahit les territoires indo-grecs en laissant ses deux fils Hélioclès et Eucratide II à la garde de la Bactriane. Antimaque II se rallie à lui. Il se heurte à l'armée de Ménandre, revenu de son expédition sur le Gange, tandis que les Parthes commencent à attaquer la Bactriane[36]. Eucratide désigne comme roi associé Zoïlos Dikaios et lui confie le gouvernement des territoires indiens. À son retour en Bactriane, il est assassiné par l'un de ses fils[37], probablement d'Hélioclès Ier. On peut dater ce meurtre en 139 d'après des monnaies datées selon l'ère indo-grecque (ou ère yavana fondée à l'avènement d'Antimaque Ier)[38].
- Hélioclès Dikaios (v. 165 à 129) : fils aîné d'Eucratide Ier, il reçoit la responsabilité principale dans la garde de la Bactriane pendant que son père part à la conquête des territoires indo-grecs. Après le meurtre de son père, il doit faire face à une invasion des nomades Yuezhi venus du nord qui détruisirent Aï Khanoum. De plus une partie importante de l'armée se révolte contre le parricide sous la direction de Platon. Les monnaies de Platon, datées de 47 et 48 dans l'ère indo-grecque fournissent une date précise pour cette révolte : 139/138 et 138/137 av. J.-C. Une série de tétradrachmes d'Hélioclès est aussi datée de l'année 57 de la même ère, correspondant à 129/128 av. J.-C.[39]. L'ambassadeur chinois Zhang Qian décrit la Bactriane en 130 av. J.-C. comme envahie par les Yuezhi et abandonnée par les Grecs.
- Eucratide II Sôter (v. 165 à v. 150) : frère cadet d'Hélioclès, il est chargé de l'assister dans la gestion de la Bactriane en l'absence de leur père. On connaît un tétradrachme hybride avec au droit le portrait d'Hélioclès et au revers l'Apollon des revers d'Euthydème II, ce qui montre qu'ils ont partagé un atelier monétaire. Un tétradrachme d'Eucratide II est surfrappé sur Démétrios II, ce qui pourrait expliquer que les monnaies d'Eucratide II, roi secondaire, aient été retrouvées en beaucoup plus grand nombre que celles de Démétrios II, roi principal : Eucratide II a peut-être retiré de la circulation les monnaies de l'ennemi vaincu. Eucratide II est mort à une date inconnue, mais avant son frère.

### Maisons diverses
- Zoïlos I (en) Dikaios (v. 150 à v. 130 av. J.-C.) : il est roi associé à Eucratide Ier pour gouverner ses conquêtes en Inde. Les revers de ses tétradrachmes — Héraclès couronné debout se couronnant de nouveau — sont identiques à ceux d'Euthydème II. Il est possible qu'il soit un Euthydémide rallié à Eucratide. Il a probablement continué la guerre contre Ménandre. On connaît plusieurs de ses monnaies surfrappées par Ménandre.
- Platon (139 à 137) : il mène la révolte contre le parricide Hélioclès. Il est représenté avec le même casque qu'Eucratide Ier et certains auteurs en ont conclu qu'ils sont de la même famille. C'est le seul roi de Bactriane à avoir daté ses monnaies, à l'exception d'une série d'Hélioclès émise vers la fin de son règne. Platon a frappé toutes ses monnaies dans un atelier commun avec Zoilos Dikaios. On peut en déduire que Zoïlos n'a pas non plus reconnu Hélioclès comme roi après le meurtre d'Eucratide et a soutenu Platon. Cette nouvelle guerre civile, s'ajoutant à la guerre contre Ménandre, et combinée celles des Parthes et des Yuezhi a causé la perte de la Bactriane pour les Grecs.

## Société et culture de la Bactriane hellénistique

### Grecs et Bactriens
La conquête d'Alexandre le Grand est suivie immédiatement de fondations urbaines où sont installés des soldats de garnisons et d'autres démobilisés, créant ainsi un début d'implantation grecque dans la région, non négligeable, tandis que les élites locales sont déportées vers l'ouest. Les installations de Grecs (apparemment surtout en provenance d'Anatolie) continuent à l'époque de la domination séleucide, durant laquelle l'inclusion de la Bactriane dans cet empire hellénistique et l'ancrage de cités grecques avec leurs institutions renforce l'influence culturelle grecque : c'est plutôt cette seconde vague qui joua un rôle décisif dans l'hellénisation de la région. Malgré la rupture avec les Séleucides et l'isolement par rapport au reste du monde hellénistique, cette présence grecque a donc les moyens de se maintenir durablement, avant tout dans les cités.
De fait, l'analyse des noms personnels fournis par les trouvailles épigraphiques effectuées à Aï Khanoum, qui restent faute de mieux le meilleur témoignage sur la composition ethnique de la région, a indiqué que ceux-ci sont très majoritairement grecs. On trouve cependant quelques noms iraniens, donc des personnes issues du fonds indigène de la Bactriane qui constituent la majeure partie de la population, en particulier dans les campagnes. Certains de ces Bactriens occupent des postes administratifs secondaires, ce qui indique une forme d'association à la conduite de affaires publiques, car il est indispensable qu'une tentative de symbiose s'établisse entre les deux populations, comme l'atteste la culture régionale. Mais les élites dirigeantes sont des Grecs : militaires, fonctionnaires, magistrats, propriétaires terriens (les colons ayant généralement reçu des terres à leur arrivée). 

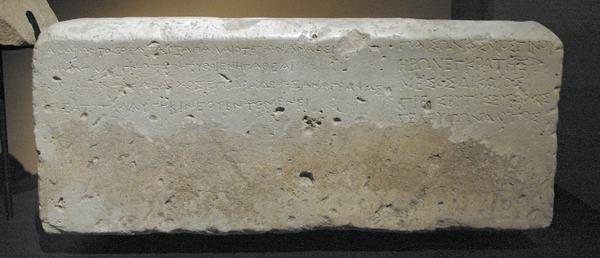
Base en pierre d'Aï Khanoum comportant l'épigramme de Cléarque et les maximes delphiques Étant enfant deviens bien élevé ; jeune homme, maître de toi-même ; au milieu de la vie, juste ; vieillard, de bon conseil ; à ta mort, sans chagrin. Musée national d'Afghanistan.

Cela renvoie plus généralement aux questionnements sur l'hellénisation et l'identité grecque, qui mobilisent souvent les données gréco-bactriennes. Les colons grecs et leurs descendants témoignent d'un fort attachement à leur culture d'origine, manifestée par l'écriture d'inscriptions en grec et des éléments architecturaux et artistiques grecs, notamment un théâtre, élément caractéristique de l'urbanisme et de la culture hellénistique s'il en est, ainsi que la présence de divinités grecques. Un certain Cléarque, qu'il faut peut-être identifier à Cléarque de Soles, a laissé à Aï Khanoum une inscription mentionnant des maximes delphiques, ce qui indique que la culture intellectuelle grecque s'est implantée en ces lieux. Même s'il est difficile de déterminer la langue parlée par un individu sur la seule foi de ces indices, il est probable que le grec reste la langue maternelle d'une partie de la population. Des poteries mises au jour à Aï Khanoum suivent les tendances du monde grec égéen, indiquant que cette cité n'est pas coupée des principaux foyers culturels hellénistiques. Certaines amphores semblent avoir contenu du vin rhodien et de l'huile d'olive, marqueurs de la culture grecque importés depuis les régions méditerranéennes. Des membres de l'élite locale ont sans doute adopté des éléments de la culture grecque, qui est celle de l'élite dirigeante et plus généralement une culture de référence de l'époque, ce qui explique qu'elle exerce un attrait sur les non-Grecs. Cela se voit dans des inscriptions en grec laissées par certains d'entre eux. Ainsi, un individu au nom iranien, Atrosokès, a laissé une dédicace en grec au dieu de l'Oxus vénéré à Takht-I-Sangin, donc une divinité locale. Un certain Sophytos, marchand d'Alexandre d'Arachosie (l'actuelle Kandahar) au Ier siècle av. J.-C. a laissé une inscription funéraire en grec alors que son nom indique des origines indigènes. De leur côté, les Grecs de Bactriane ne sont pas imperméables aux éléments indigènes et leur culture se modifie progressivement pour adopter des éléments locaux, en particulier visibles dans le culte (voir plus bas). Cela sans doute brouillé les limites entre Grecs et Indigènes avec le temps,.
Des inscriptions provenant du sanctuaire de Takht-I-Sangin indiquent que l'alphabet grec est employé pour transcrire des mots dans la langue locale, ce qui pourrait annoncer la création de l'alphabet bactrien à l'époque de la domination kouchane, aux débuts de notre ère. Un ostracon écrit en araméen, mentionnant des personnes au nom iranien, mis au jour dans le temple d'Aï Khanoum, pourrait cependant indiquer la présence d'une administration parallèle pour la population autochtone, suivant l'héritage de l'Empire achéménide (dont la langue administrative est l'araméen). Quoi qu'il en soit après la chute du royaume la présence et l'influence grecque s'estompent dans la région, signe que l'hellénisation est restée limitée, voire que les populations locales se retournent contre les élites grecques au moment de la prise de la ville. Néanmoins une inscription en bactrien du sanctuaire kouchan de Surkh Kotal, datée du IIe siècle de notre ère, comprend une signature en grec au nom d'un certain Palamède, ce qui indique que des éléments grecs ont survécu bien après la chute du dernier souverain gréco-bactrien.

### Urbanisme et architecture

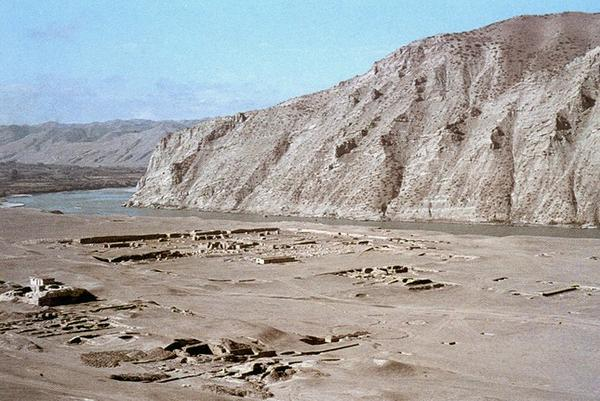
Vue du site d'Aï Khanoum.

À l'issue de la brutale conquête de la Bactriane, de la Sogdiane et des régions voisines par Alexandre le Grand, les différents pouvoirs grecs mettent en place une politique de développement des villes, d'abord peuplées par des colons militaires grecs. La période séleucide, en particulier sous l'égide d'Antiochos Ier, est l'occasion de fondations de cités, ou plutôt de refondations dans la mesure où elles sont installées à la place d'anciens établissements déjà occupés sous les Achéménides. Cela est attesté en Bactriane par la fondation d'Aï Khanoum (dont le nom antique reste inconnu) et la reconstruction des murailles de la capitale Bactres (à l'image de ce qui est également attesté dans les provinces voisines à Merv et Samarcande sur le site d'Afrassiab, et aussi à Koktepe). Les fouilles archéologiques (surtout conduites en Ouzbékistan en raison de la situation politique de l'Afghanistan) menées en Bactriane ont surtout mis en évidence le fait que de nombreuses villes secondaires se développent à la période hellénistique, faisant de cette région le « pays des mille villes » évoqué par Strabon. Ces établissements se situent souvent sur des routes importantes, près des cours d'eau, servent de centres administratifs et économiques, et ont parfois une finalité avant tout militaire. La datation des sites se fait surtout grâce à la mise au jour de pièces de monnaie gréco-bactriennes. Rares sont les sites qui paraissent fondés à cette période.
Plusieurs sites bactriens présentent donc des niveaux de l'époque hellénistique. Kampyr Tepe, situé sur la rive droite de l'Amou-Daria, est un site secondaire dominé par une citadelle de 4 hectares défendue par un mur épais d'environ 5 mètres, qui semble avoir dû son développement à son voisinage d'une route commerciale, servant de relais et peut-être de poste douanier. Le site de Dilbergine Tepe, situé à 40 km au nord-ouest de Bactres, connut un développement à l'époque gréco-bactrienne, quand il fut doté d'une enceinte carrée englobant l'implantation plus ancienne, sur un tell circulaire. Sur sa surface de 15 hectares, les archéologues y ont dégagé des édifices privés et public de cette période, dont un temple dédié aux Dioscures. Il pourrait s'agir d'Eucratidea, fondation du roi Eucratide Ier mentionnée par Strabon. Ailleurs en Bactriane, plusieurs autres sites d'une dizaine d'hectares, déjà occupés auparavant présentent des traces d'un essor à l'époque hellénistique, comme Djandavlat Tepe et Khaytabad Tepe. Parmi les villes les plus importantes, la capitale Bactres n'a pu faire l'objet de fouilles avancées en raison de la présence d'habitations contemporaines, dans la ville moderne de Balkh. L'extension du site a cependant pu être approchée : son centre est le tell circulaire de Bala Hissar, déjà occupé sous les Achéménides, mais la ville s'est étendue au sud comme l'atteste la nouvelle muraille datée de l'époque hellénistique. À Termez, qui a pu être une autre ville majeure de la Bactriane hellénistique, les niveaux de cette période n'ont de même pas pu être bien explorés.

Plan du site d'Aï Khanoum.

Le site gréco-bactrien le mieux connu, et de loin, est Aï Khanoum, dans le nord-est de l'Afghanistan, qui a été fouillé par des équipes françaises entre 1965 et 1974, exemple le plus remarquable de l'hellénisme en Asie centrale, témoignage du caractère culturel gréco-bactrien mêlant apports grecs, influences perses et innovations. Elle est située stratégiquement à la confluence de la rivière Kokcha et de l'Amou-Daria, sur une route menant au Badakhshan riche en minerais (lapis-lazuli et or), position déjà exploitée par les Achéménides qui ont implanté une forteresse 2 km à l'est, et peut-être ont déjà occupé le site même. Les Grecs développent l'irrigation et l'agriculture aux alentours. Aï Khanoum couvre près de 150 hectares, ce qui le place parmi les villes royales. Le site est de forme grossièrement triangulaire, bordé au sud et à l'ouest par les deux cours d'eau, le côté est étant naturellement défendu par une colline rocheuse sur laquelle a été érigée une citadelle. Ce sont les zones de la ville basse, s'étendant le long de l'Amou Daria sur la partie ouest/nord-ouest du site qui ont le plus fait l'objet de fouilles. La rue principale qui organise l'urbanisme de cette section du site suit l'orientation du fleuve. En son centre se trouve un vaste palais (250 × 350 mètres), dont l'état fouillé est sans doute celui de la dernière phase d'occupation du site (à l'époque où c'est le palais royal d'Eucratide ?). Il dispose d'une vaste cour d'honneur bordée de colonnades, ouvrant au sud sur des unités servant d'espaces administratifs et résidentiels. Si les éléments architecturaux qui y ont été retrouvés sont manifestement grecs (chapiteaux corinthiens), son plan découle en revanche plutôt des modèles mésopotamien et perse. Les temples présentent un même mélange des genres, comme le temple principal dont le plan s'inspire de modèles mésopotamiens ou perses tout en étant décoré de statues de type grec, ou l'hérôon. D'autres édifices publics sont proprement grecs : la palestre, le grand théâtre (84 m de diamètre, capacité d'au moins 5 000 spectateurs) et une fontaine de pierre ornée de sculpture. La partie sud-ouest du site comprend des résidences cossues. Dans celle qui est la mieux connue, la cour principale issue de la tradition grecque est préservée, mais elle est située à l'entrée du bâtiment et non en son centre, position occupée par la pièce du maître, les deux étant séparées par un porche à colonnes, les autres salles (dont une pièce d'eau) disposées autour de la pièce principale.

### Religion

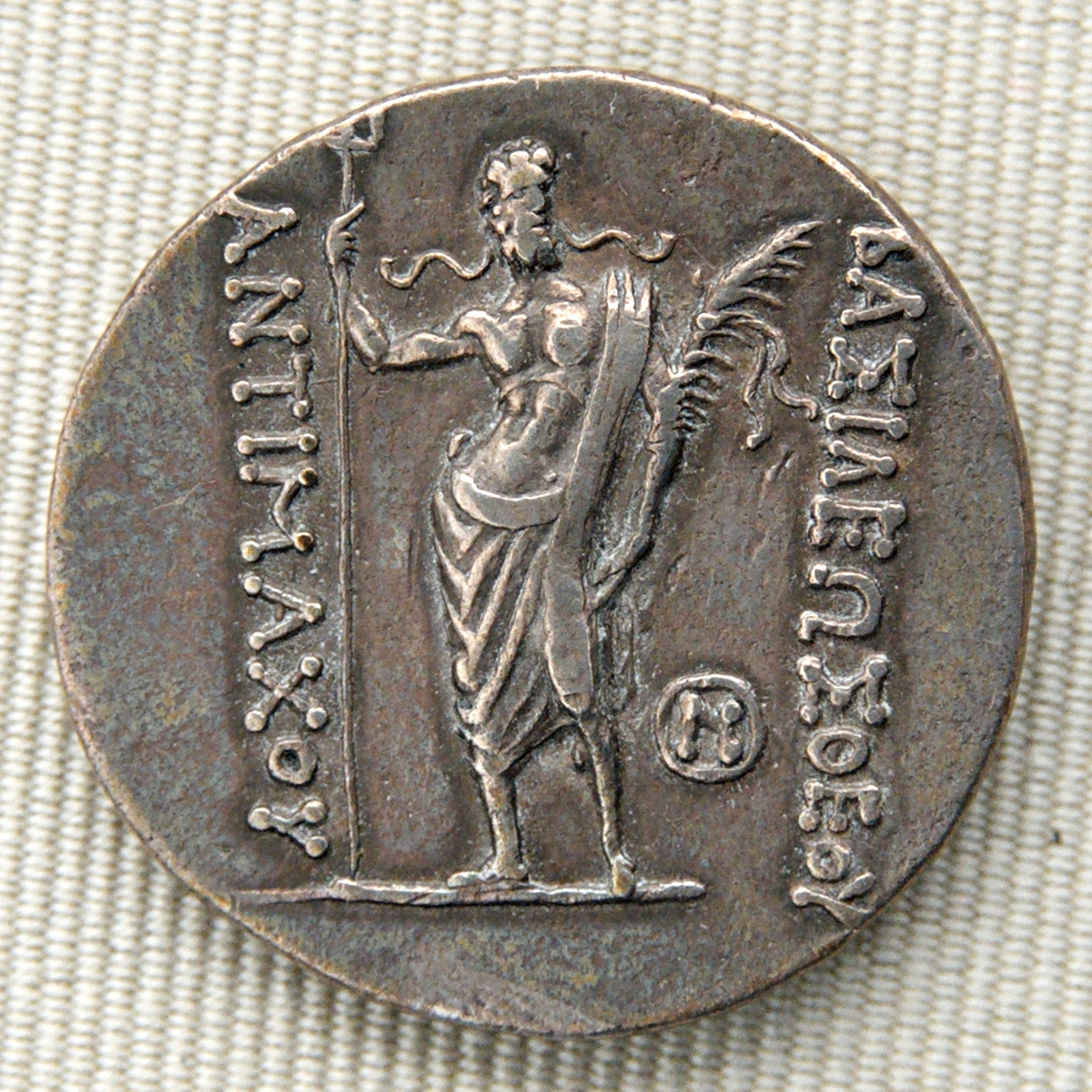
Revers d'une monnaie d'Antimaque Ier (v. 174-165 av. J.-C.) représentant Poséidon, Cabinet des Médailles.

Les monnaies gréco-bactriennes fournissent des informations sur les divinités promues par le culte officiel, n'indiquant pas de traces manifestes de divinités perses (peut-être parce que la religion locale est plutôt aniconique). Il s'agit des principales divinités grecques : Zeus, Poséidon, Héraclès, les Dioscures, Artémis, Athéna. Une plaque exhumée à Aï Khanoum représente par ailleurs Cybèle et Hélios. Peu d'informations indiquent la présence de cultes locaux d'origine indigène : deux figurines de déesses retrouvées à Aï Khanoum pourraient représenter des divinités de la fertilité non-grecques, et une statue de Marsyas provenant de Takht-I-Sangin semble représenter la rivière Oxus (Amou-Daria) divinisée. Pour le reste, il est possible que les divinités grecques aient été localement assimilées aux divinités iraniennes (celles liées au mazdéisme), suivant un schéma courant dans le monde hellénistique : l'iconographie de Zeus sur les pièces de monnaie semble reprendre la cape de Mithra, celle d'Artémis le halo d'Anahita.
Les lieux de culte retrouvés sur les sites de la Bactriane hellénistique ne sont pourtant pas architecturalement d'inspiration grecque, mais doivent plus aux traditions moyen-orientales. Le temple principal d'Aï Khanoum, peut-être dédié à Zeus-Mithra, à un décor extérieur de niches à redans (courant en Mésopotamie), et est un édifice carré édifié sur un podium à degrés, constitué d'un vestibule ouvrant sur la cella accueillant la statue de la divinité vénérée dans le temple, dont un fragment du pied, sculpté dans un style grec, a été mis au jour. Un autre temple situé à l'extérieur du site présente un plan similaire. Un troisième, localisé sur l'acropole, consiste en une plate-forme à ciel ouvert disposant d'un autel, qui est une construction typiquement iranienne. Le temple de Dilbergine Tepe, orné de fresques représentant les Dioscures qui doivent y être vénérés, a également un plan oriental. L'exemple le plus manifeste d'un culte de type iranien dans la région est le sanctuaire de Takht-I-Sangin, construit vers la fin du IVe siècle av. J.-C. ou le début du IIIe siècle av. J.-C., donc à la fin de l'époque achéménide ou au début de l'époque hellénistique, et en activité durant la période gréco-bactrienne. Cet édifice aux murs épais, organisé autour d'une vaste cour, comporte une salle principale destinées à accueillir le feu qui doit y brûler continuellement. Ce sanctuaire est le meilleur candidat pour être le lieu de trouvaille du « trésor de l'Oxus », qui pourrait avoir été constitué à l'époque gréco-bactrienne (au plus tard vers 200 av. J.-C.), même si la plupart des objets qui y ont été réunis datent de l'époque achéménide.
Les souverains gréco-bactriens ont contribué au culte religieux en édifiant plusieurs sanctuaires. Ils patronnèrent aussi le culte des divinités grecques, et manifestement aussi celui des divinités locales, sans doute dans le but de s'attacher les différentes composantes de la population de leurs territoires. On peut également présumer de l'existence d'un culte royal en Bactriane, comme c'est le cas dans les autres royaumes hellénistiques.

### Art

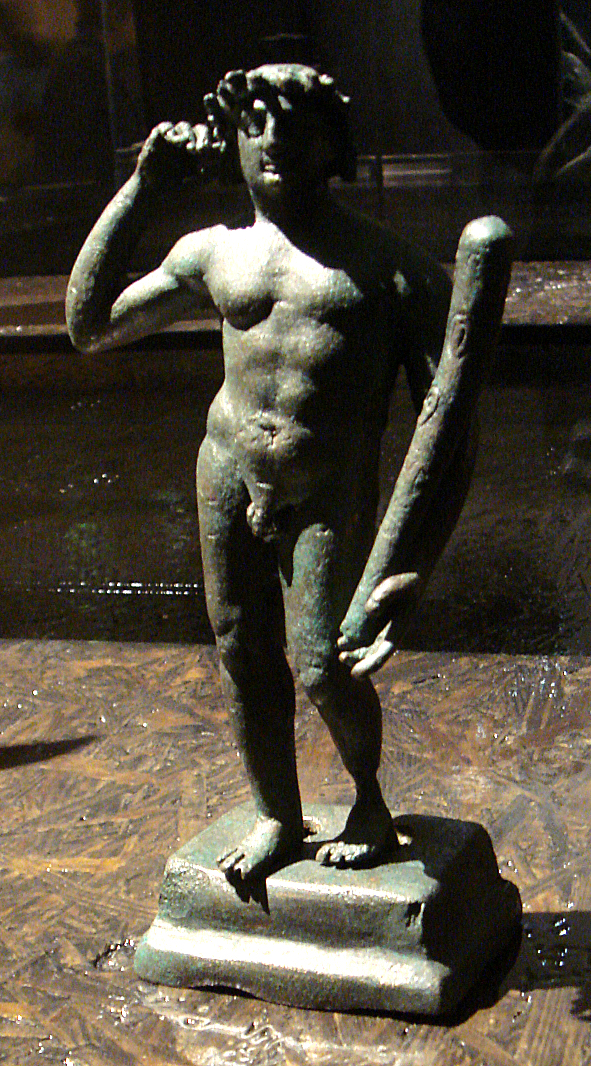
Statuette d'Héraclès en bronze, provenant du temple principal d'Aï Khanoum,

Les sites gréco-bactriens, avant tout les sanctuaires d'Aï Khanoum et de Takht-I-Sangin, ont livré de nombreux objets témoignant de la grande maîtrise des artisans de la période. Leur style doit plus à celui de la période classique finale qu'aux développements de l'époque hellénistique, sans doute parce qu'ils ont été coupés des foyers méditerranéens de l'art de cette période et ont préservé les traditions plus anciennes. Cela contraste avec l'originalité et les influences variées dont témoignent les réalisations architecturales, mais cet attachement fut à l'origine de l'influence de l'art de la statuaire grecque dans l'art indien classique, en particulier dans l'art du Gandhara.
Les fragments de mosaïques mis au jour à Aï Khanoum reflètent particulièrement cet usage de techniques archaïques, puisqu'elles sont constituées de simples petits galets peints incrustés dans un mortier, bicolores, et que les motifs réalisés sont très peu détaillés, contrastant avec les réalisations plus complexes du monde méditerranéen,.
La statuaire sur pierre consiste essentiellement en des réalisations de taille modeste, dans lesquelles le souci de réalisme dans le rendu anatomique caractéristique de l'époque classique est très affirmé,. Parmi les réalisations les plus remarquables retrouvées à Aï Khanoum se trouve ainsi la statue d'un jeune homme nu portant une couronne de feuilles, ou le buste d'un vieillard barbu couronnant un pilier. L'essor de la sculpture en argile crue et en stuc, sur armature de bois ou de plomb et employée pour la réalisation de statue ou de reliefs, est en revanche une originalité de la période, qui doit poser les bases de la sculpture gréco-bouddhique. Elle permit notamment la réalisation de portraits sous la forme de bustes et de stèles funéraires remarquablement réalistes. La statuaire en bronze est plus rare parmi les trouvailles : une statuette d'Héraclès a été mise au jour dans le temple principal d'Aï Khanoum.
Parmi les éléments architecturaux décoratifs sculptés, se trouvent les chapiteaux de type corinthien réinterprété (emploi de volutes provenant de modèles orientaux), et des antéfixes à motifs de palmettes ou d'ailes.
Les nombreuses pièces de monnaie émises par les souverains gréco-bactriens qui ont été mises au jour témoignent de la grande qualité des graveurs, en particulier au début de la période. Elles suivent l'étalon attique. Le métal employé est essentiellement l'argent, plus rarement l'or. Le médaillon d'or de vingt statères (169,2 g) émis par Eucratide est d'ailleurs la plus grande monnaie connue de l'Antiquité.
De nombreuses formes d'arts sont par ailleurs attestées : des bols décoratifs en schiste de couleur sombre, des objets en ivoire sculptés (éléments de mobiliers, poignées de dague, etc.), des bijoux, ou encore une plaque en argent avec des éléments dorés représentant la déesse Cybèle sur un chariot, dans un style orientalisant rare qui dénote du reste de l'art gréco-bactrien.

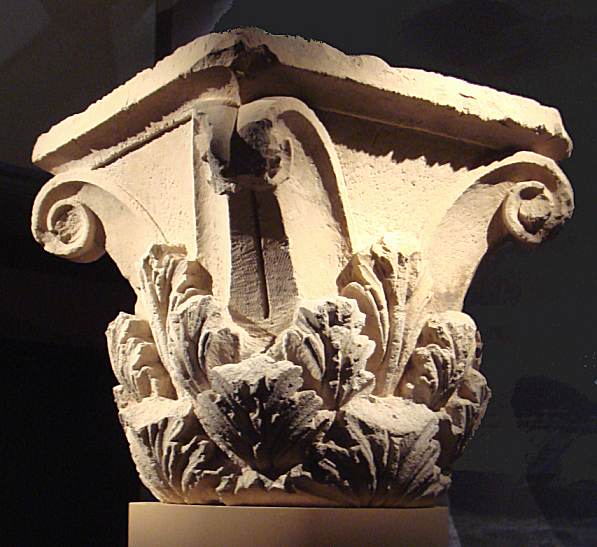
Chapiteau corinthien, Aï Khanoum, IIIe-IIe siècle av. J.-C., calcaire, 81,5 × 81 × 74 cm, musée national d'Afghanistan[75].
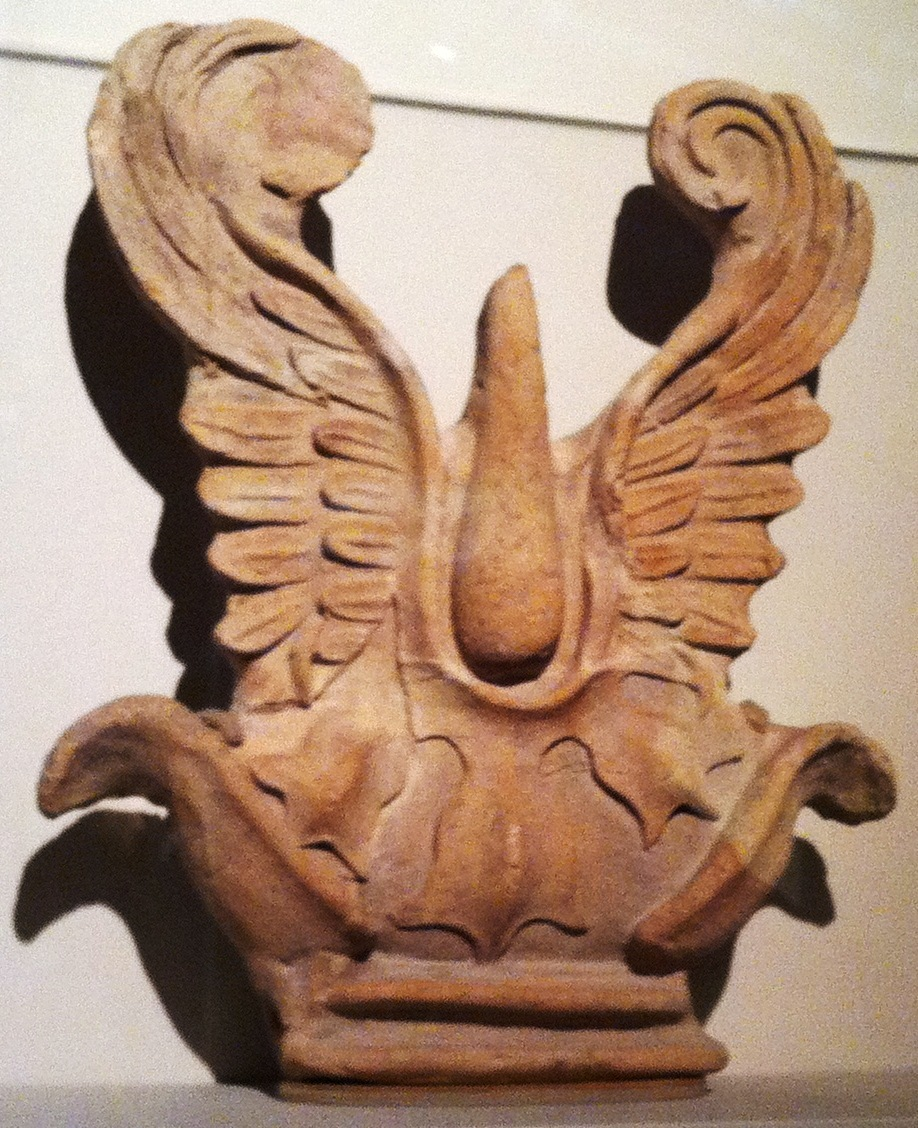
Antéfixe à ailes provenant du palais royal d'Aï Khanoum.
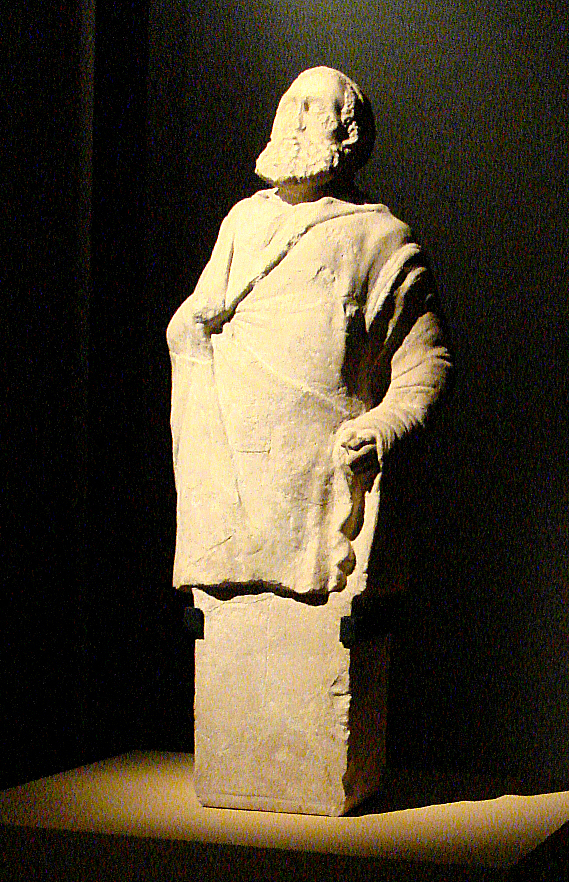
Portrait de Straton, citoyen d'Aï Khanoum, sur un pilier hermaïque dédié aux divinités du gymnase, calcaire, h : 77 cm, musée national d'Afghanistan[76].
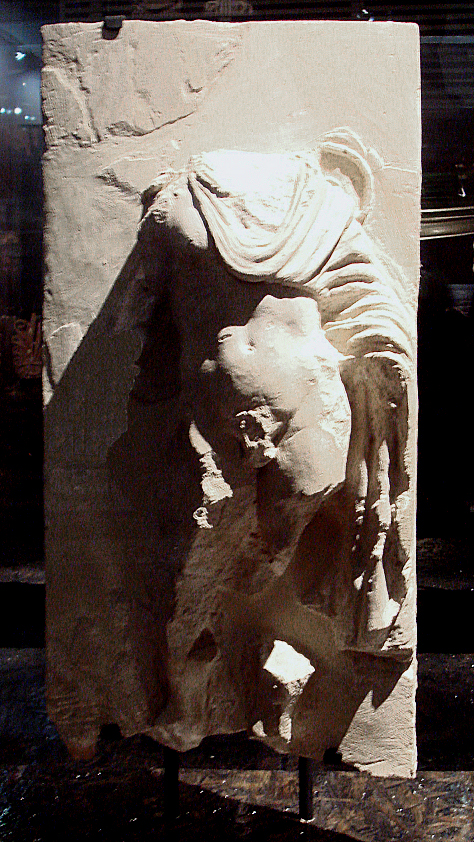
Stèle funéraire représentant un éphèbe, nécropole d'Aï Khanoum, IIIe-IIe siècle av. J.-C., calcaire, 50 × 26 × 11,5 cm, musée national d'Afghanistan[77].
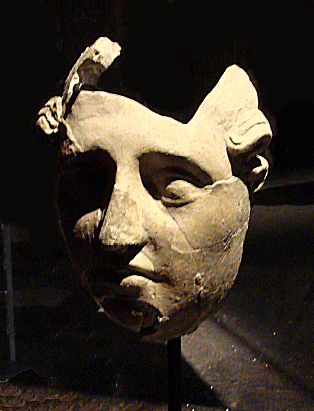
Fragment de visage moulé en argile crue provenant du temple principal d'Aï Khanoum.
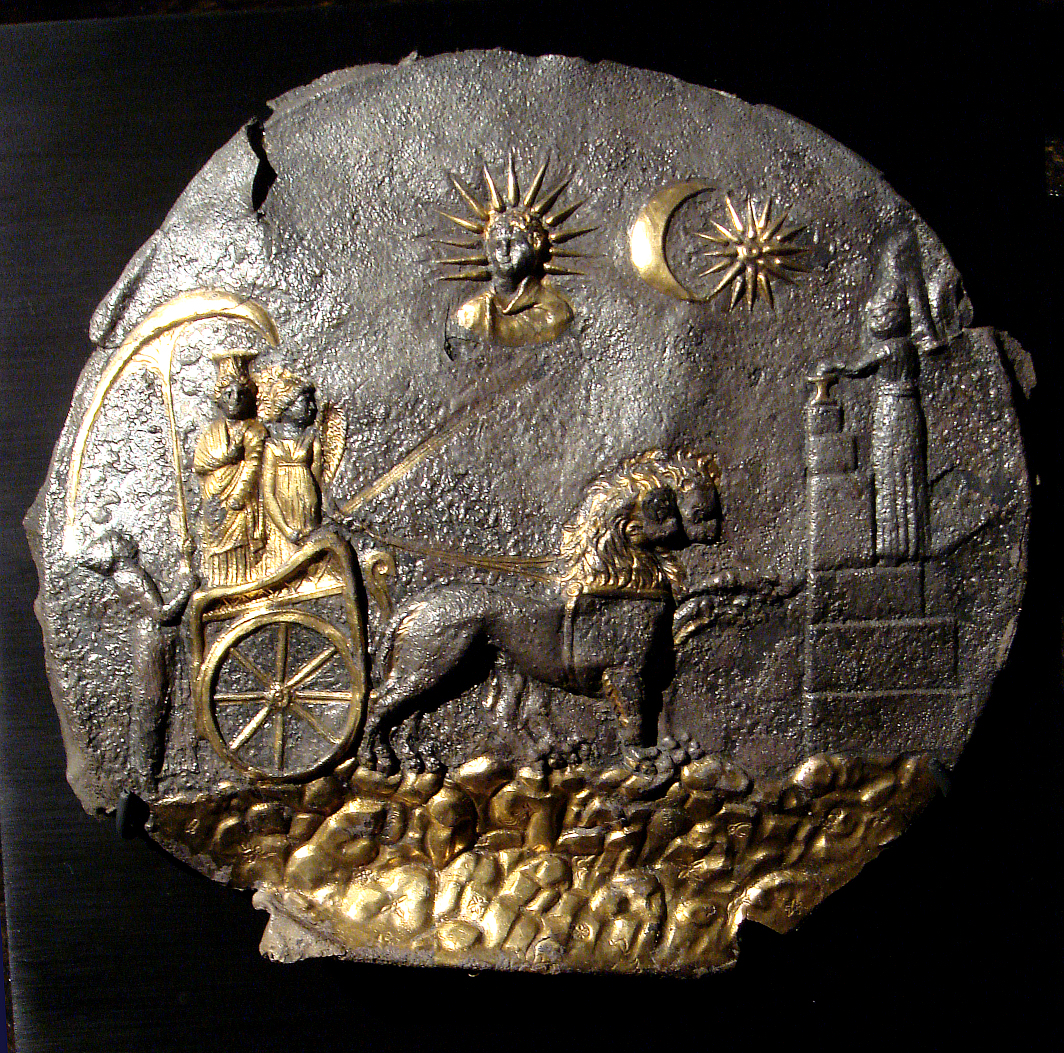
Plaque de Cybèle, Aï Khanoum, sanctuaire du temple à niches indentées, IIIe siècle av. J.-C., argent doré, d : 25 cm, musée national d'Afghanistan[61].
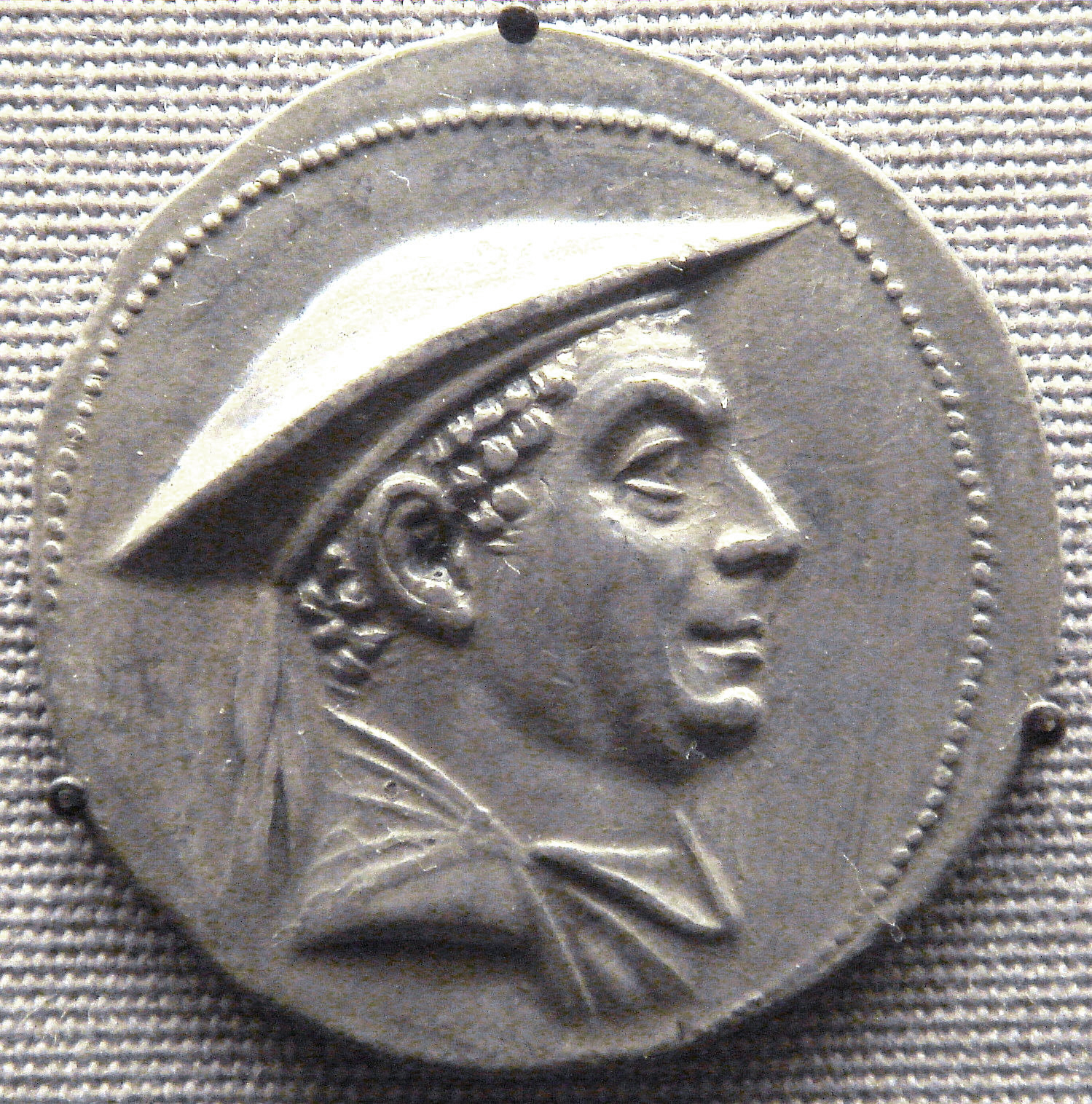
Tétradrachme d'argent d'Antimaque Ier (v. 186-173), British Museum.
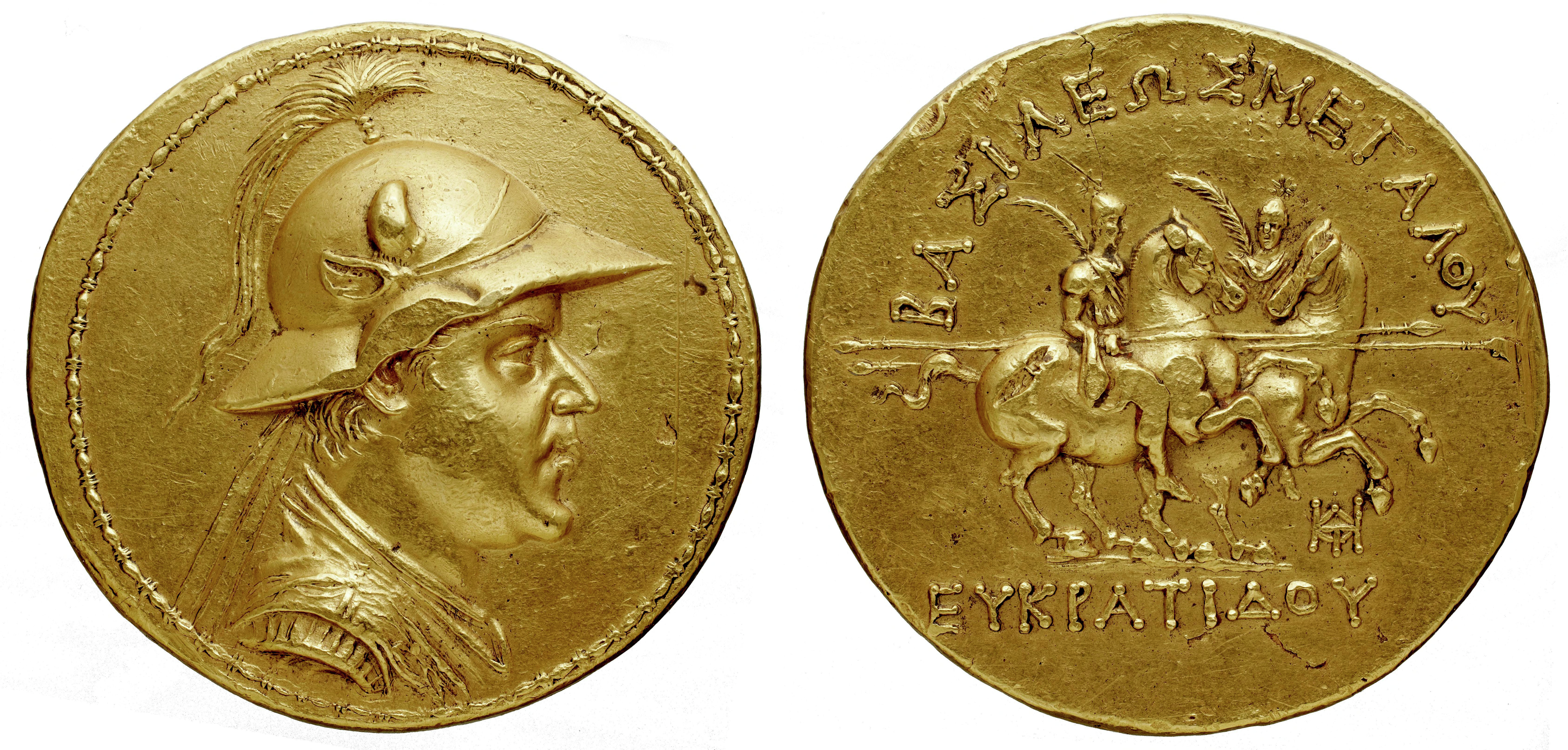
Monnaie d'or de 20 statères d'Eucratide Ier (v. 171-139), Cabinet des médailles.

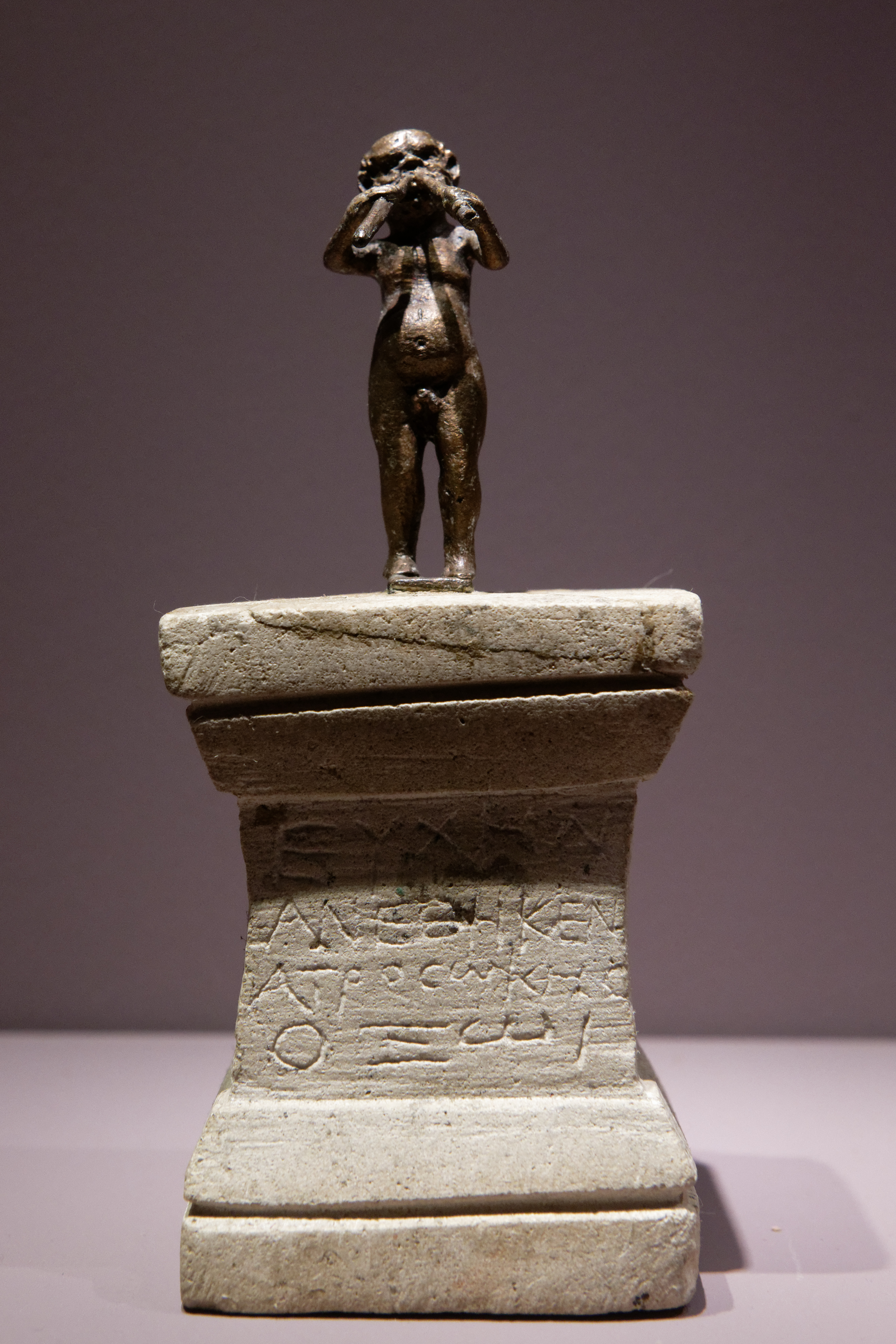
Autel dédié à l'Oxus par Atrosokès, avec Marsyas jouant de l'aulos, IIe siècle av. J.-C. Musée national des antiquités du Tadjikistan.
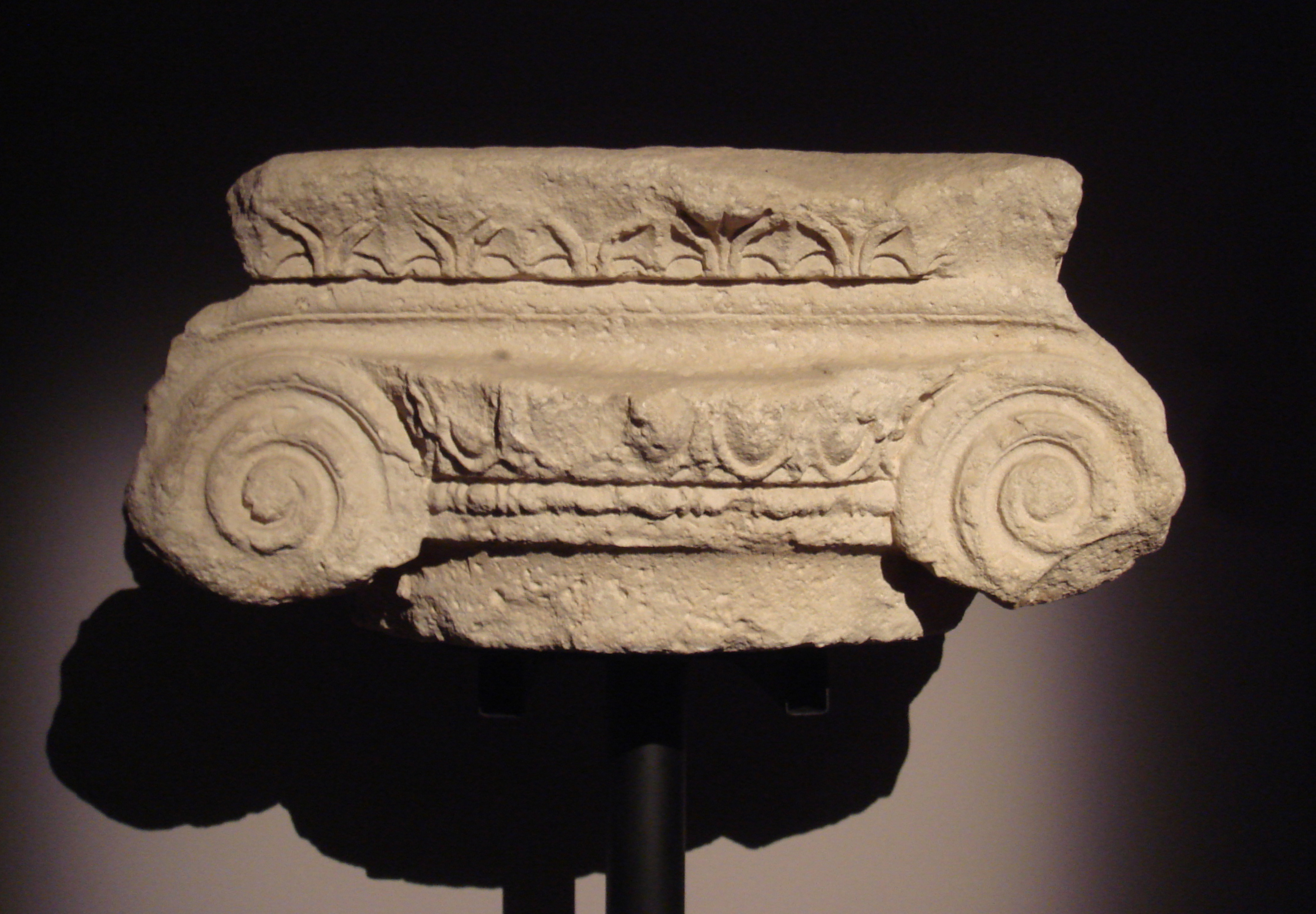
Chapiteau de type ionique, temple de Takht-i Sangin, IVe – IIIe siècle av. J.-C. Musée national des antiquités du Tadjikistan.
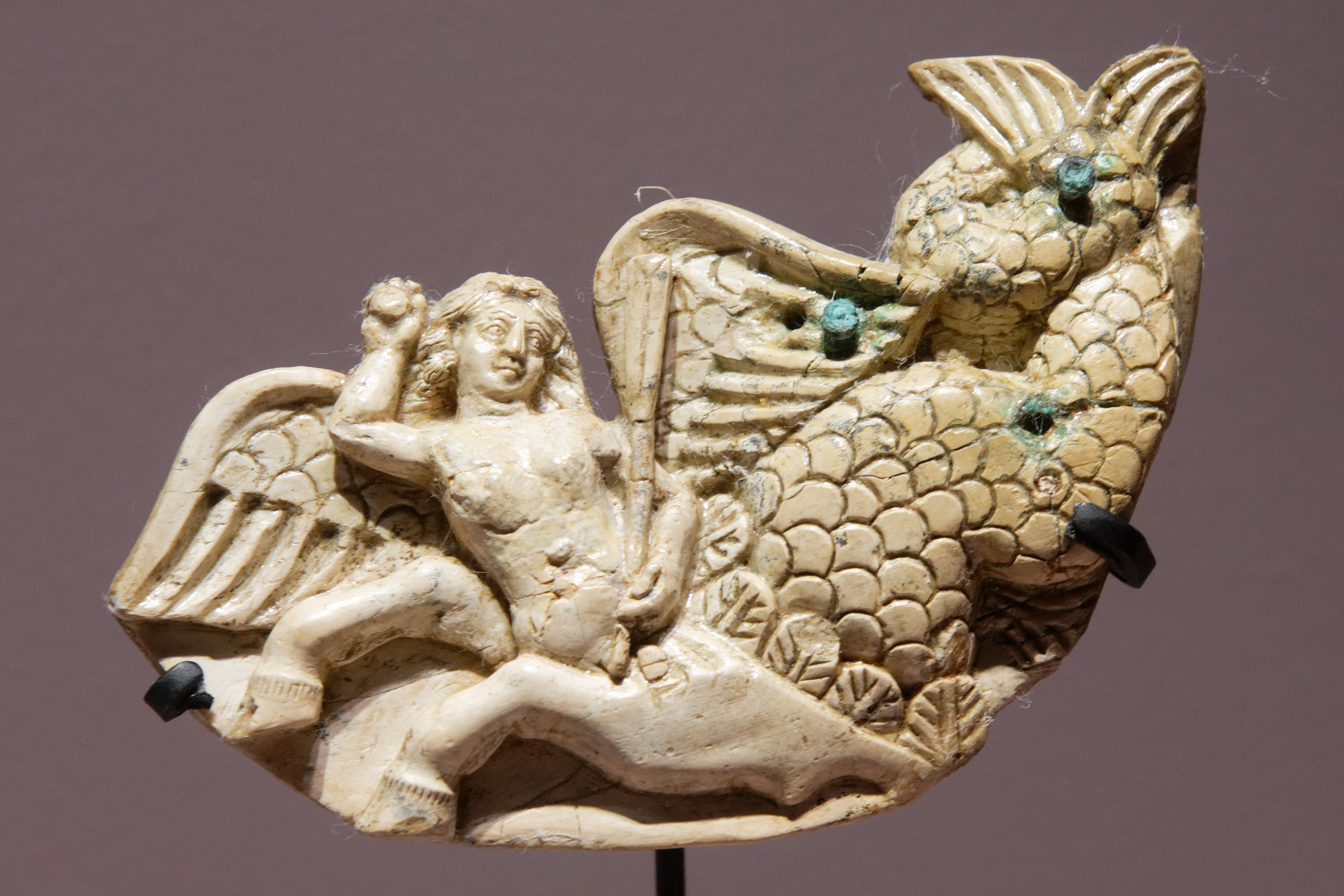
Divinité aquatique, temple de Takht-i Sangin, première moitié du IIe siècle av. J.-C. Musée national des antiquités du Tadjikistan.
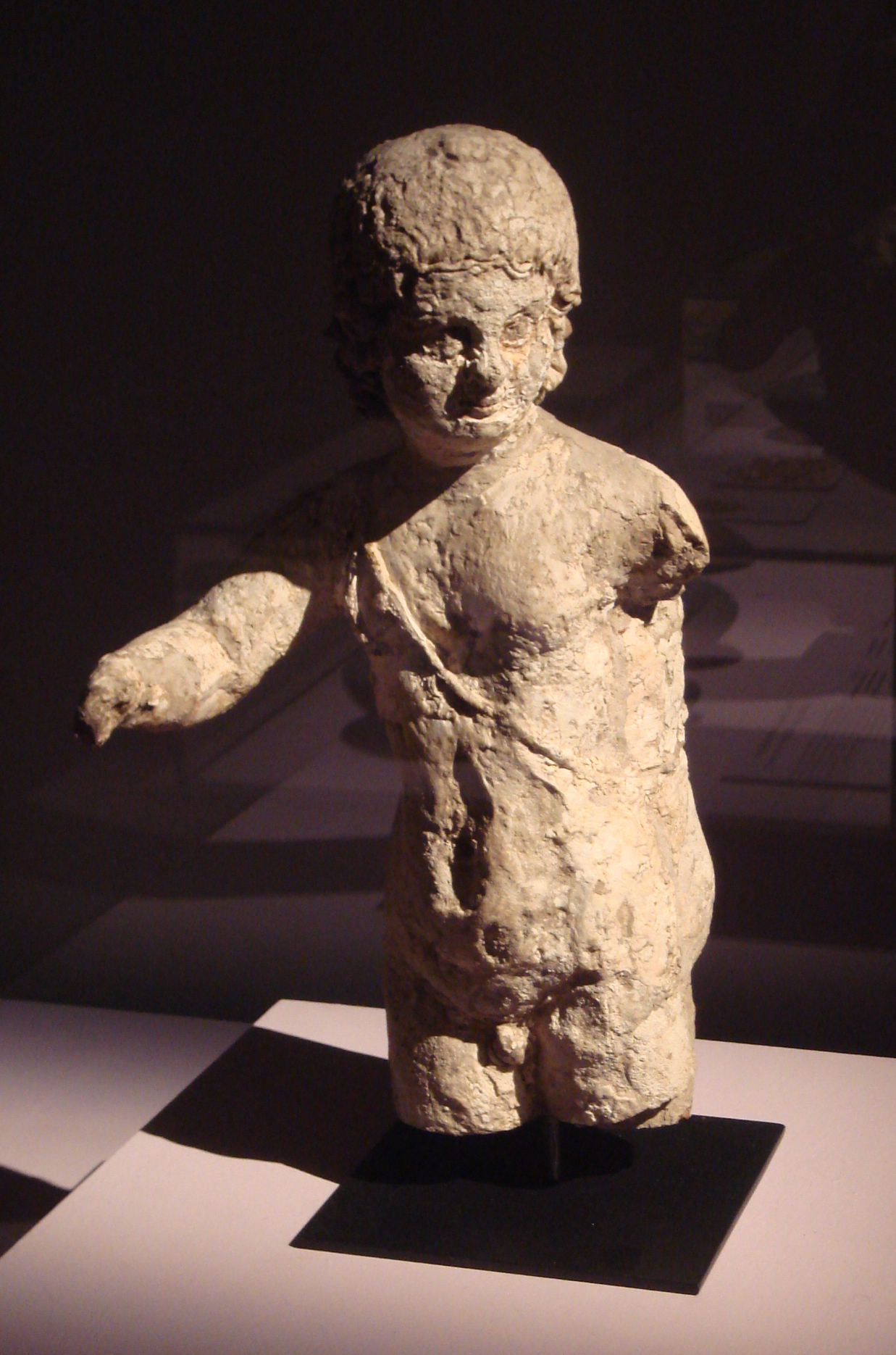
Statue en terre cuite de jeune homme (Apollon ou Éros), temple de Takht-i Sangin, IIIe – IIe siècle av. J.-C. Musée national des antiquités du Tadjikistan.